# Auferstehung (Tolstoi)

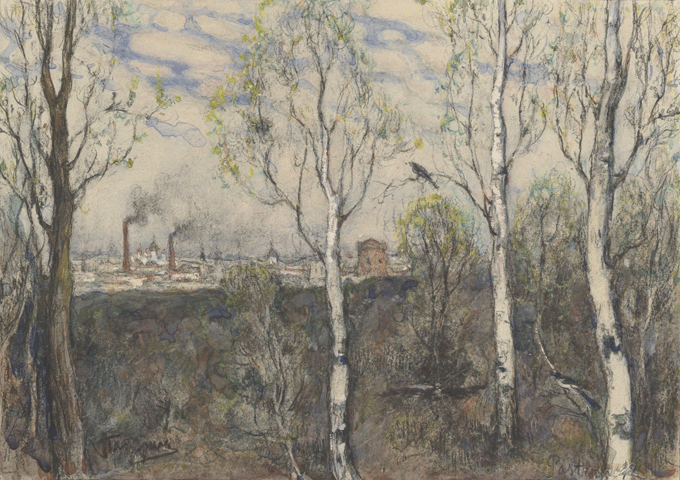
Verbannung nach Sibirien (Illustration von Leonid Pasternak)

Auferstehung (russisch Воскресение – Woskressenije) ist nach Krieg und Frieden und Anna Karenina der dritte und letzte Roman von Lew Tolstoi. Er erschien 1899 in Russland als Fortsetzungsgeschichte in der Zeitschrift Niwa in einer zensierten Fassung. Erzählt wird die Geschichte eines adligen Gutsherrn, der als Geschworener bei Gericht in einer des Mordes angeklagten Prostituierten ein von ihm acht Jahre zuvor verführtes Mädchen wiedererkennt. Er fühlt sich mitschuldig an ihrem Schicksal und ihrer Verurteilung und folgt ihr nach Sibirien. Mit seiner Thematik der Läuterung durch moralisches Handeln, verbunden mit Gesellschaftskritik, gilt der Roman vielen als das künstlerische Testament Tolstois.
Die ersten deutschen Übersetzungen von Wadim Tronin und Ilse Frapan sowie Wladimir Czumikow erschienen 1899. (s. Entstehungs- und Publikationsgeschichte)

## Überblick
Fürst Dmitri Nechljudow ist Geschworener im Prozess gegen die des Mordes angeklagte Prostituierte Katharina Maslowa. Wegen einer Unachtsamkeit in der Protokollabfassung wird sie nicht freigesprochen, sondern zu vier Jahren Zwangsarbeit in Sibirien verurteilt. Nechljudow erkennt in ihr das von ihm vor 8 Jahren verführte 16-jährige Mädchen wieder, das anschließend schwanger wurde und den Gutshof seiner Tanten verlassen musste. Jetzt fühlt er sich mitschuldig an ihrem Schicksal. Er bietet ihr an, sie zu heiraten, und bemüht sich um eine Urteilsrevision. Allerdings hat er wegen der Schwerfälligkeit der Gerichtsbürokratie und der oft willkürlichen Entscheidungen der Beamten keinen Erfolg, und so begleitet er den Gefangenentransport nach Sibirien. Auch nach Katharinas Begnadigung und der Umwandlung der Zwangsarbeit in eine Verbannung lehnt sie eine Ehe mit dem Fürsten ab, weil sie spürt, dass dies für ihn eine Pflichterfüllung wäre, und heiratet den politischen Häftling Simonson, der sie liebt.
In die Haupthandlung flocht Tolstoi zahlreiche Nebenhandlungen mit vielen Figuren ein, so dass ein breitgefächertes Gesellschaftsbild entstand. Insgesamt durchzieht den Roman ein Appell an die Menschlichkeit und Nächstenliebe und an die Erkenntnis des „wahren Lebens“ durch Besinnung auf die göttlichen Gebote und die Liebe zu allen Geschöpfen.

## Inhalt
Die Haupthandlung beginnt am 28. April eines Jahres im späten 19. Jh. vor dem Schwurgericht in Moskau. Der Geschworene Fürst Dmitri Nechljudow ist der Verführer der Angeklagten und Vater ihres verstorbenen Kindes; mit ihm begann ihr sozialer Abstieg. Die Vorgeschichte ist in Rückblicken in die Gerichtsverhandlung und den Gefängnisaufenthalt Maslowas einbezogen.

### Vorgeschichte
Katharina Maslowa hat eine schwierige Sozialisation als das einzige von vielen unehelichen Kindern einer leibeigenen Viehmagd (1. Teil, Kap. 2). Dass sie im Gegensatz zu ihren Halbgeschwistern überlebt, verdankt sie dem Zufall, dass sie nach der Geburt im Stall von Sofja Iwanowna, einer der beiden Gutsherrinnen in Panowo, entdeckt und in Pflege genommen wird. Nach dem Tod der Mutter wächst sie im Gutshaus auf und erhält eine doppelte Erziehung: von Sofja die eines gebildeten Fräuleins, von deren Schwester Marja die eines Stubenmädchens. Dieser Unterschied führt bei ihr zu einer Diskrepanz zwischen Lebensanspruch und -wirklichkeit. Die schöne Katjuscha wird viel umworben, lehnt aber einfache Männer ab. Mit 17 lernt sie den Neffen der Herrinnen, den ca. zwei Jahre älteren Dmitri Nechljudow, während seiner Sommerferien auf dem Gut der Tanten kennen (I, 12). Er ist ein idealistischer Student im dritten Semester und verfasst eine Schrift über den Landbesitz. Dazu hat er Herbert Spencers Sozialstatik gelesen, die ihn tief beeindruckt, so dass er das vom Vater geerbte kleine Gut an die Bauern verteilt. Er und Katjuscha verlieben sich bei einem Laufspiel ineinander, aber beide haben noch keine Beziehungserfahrungen und so bleibt ihr Verhältnis kindlich-platonisch.

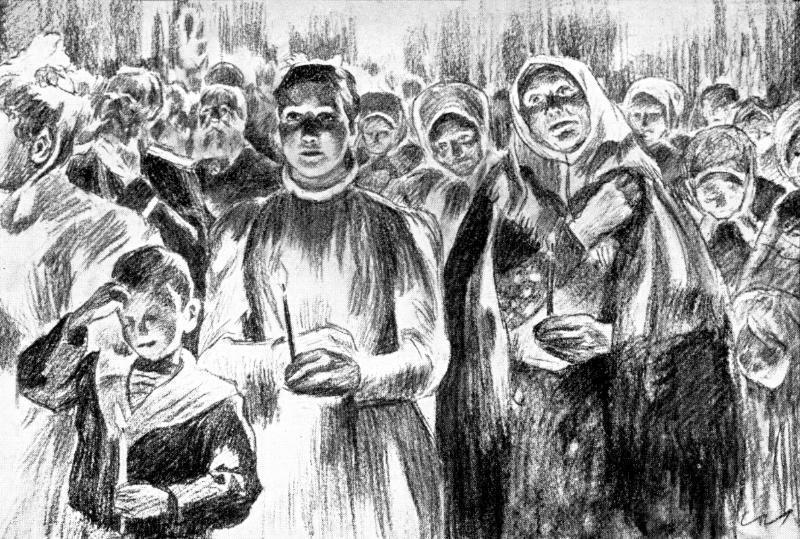
Katjuscha und Matrjana, die alte Dienerin der Tanten, während der Ostermesse in Panowo (Illustration von Leonid Pasternak)

Nach einer Unterbrechung von ca. drei Jahren sehen sich die beiden wieder, als Dmitri seine Reise zum Kriegseinsatz bei Odessa für einen kurzen Oster-Besuch bei den Tanten unterbricht (I, 13–18). Er ist nicht mehr der idealistische Philosoph und Sozialreformer, sondern im gesellschaftlich anerkannten Wettbewerb mit seinen Militär-Kameraden im Spiel, Geldausgeben, mit Alkohol und Frauen erfahren und erhält dafür die finanzielle Unterstützung und Bewunderung seiner Mutter. In seiner Kenntnis ihrer sozialen Stellung würde er jetzt nicht mehr mit dem Gedanken spielen, ein Mädchen wie Katjuscha zu heiraten. Aber mit seiner wieder erwachten Verliebtheit reizt ihn der Gedanke, sie zu erobern. Vor dem Hintergrund des Versöhnungsgedankens des Ostererlebnisses und der Diskrepanz zwischen Liebesrausch und schlechtem Gewissen verführt er Katjuscha, trotz ihrer schwachen Abwehrversuche und ihrer dunklen Ahnungen, in der Nacht vor seiner Abfahrt und drängt ihr zum Abschied einen Hundertrubelschein auf. Er entlastet seine Gedanken über seine selbstsüchtige Beendigung der Beziehung mit der Entschuldigung, dass alle adligen Männer dies so machen. Auch sein Vater hatte einen unehelichen Land-Sohn, Mitenka. Im Krieg vergisst er Katjuscha.
Bald darauf entdeckt Katjuscha, dass sie schwanger ist. Sie wartet auf eine Nachricht von Dmitri, doch auf der Rückreise aus dem Kriegsgebiet hat er, wie er den Tanten mitteilt, keine Zeit zu einem Besuch. Sie wandert im Herbstregen zur Bahnstation und erblickt ihn durch die Scheiben seines Waggons fröhlich mit seinen Kameraden lachend und Karten spielend, ohne aus dem Fenster zu schauen. In diesem Augenblick verliert sie ihren Glauben an Gott und die Menschen (I, 37). In ihrer Enttäuschung wird ihr das Leben gleichgültig. Sie vernachlässigt ihre Arbeit und provoziert mehr oder weniger unbewusst, um der Schande zu entkommen, mit frechen Antworten die Gutsherrinnen und diese entlassen das schwangere Mädchen und befreien sich dadurch von einer peinlichen Situation. Sie kommt bei einer Hebamme unter und ihr Kind stirbt in einem Findelhaus. Um sich zu ernähren, muss sie als Dienstmädchen in Haushalten arbeiten, aber sie wechselt häufig die Stellen, weil die Männer sie sexuell bedrängen. Nicht immer kann sie sich der Zudringlichkeiten widersetzen und wird von einem ihrer Arbeitgeber, einem Förster, vergewaltigt. Die Entdeckung der Beziehungen durch die Ehefrauen führt zur Entlassung und zur Suche einer neuen Arbeit. Eine Vermittlerin führt sie durch die Lockung mit schönen Kleidern und leicht verdientem Lohn auf den Weg zur Prostitution, zuerst als Mätresse eines Schriftstellers, der ihre eine Wohnung finanziert, dann sieben Jahre lang als Prostituierte in Karoline Kitajewas Bordell. Hier verläuft ihr Leben mit Körperpflege, Kostümierung, Rauchen, Alkohol und Dienstleistungen im für das Gewerbe typischen Tag-Nacht-Rhythmus. Zwischenzeitlich hofft sie auf eine Rückkehr in die Bürgerlichkeit, als sie mit einem jungen Kommis, der verspricht, sie zu heiraten, eine Beziehung eingeht. Im 8. Jahr ihrer Bordellzeit wird die 26-Jährige verhaftet und sitzt vor dem Gerichtsprozess sechs Monate in Untersuchungshaft.

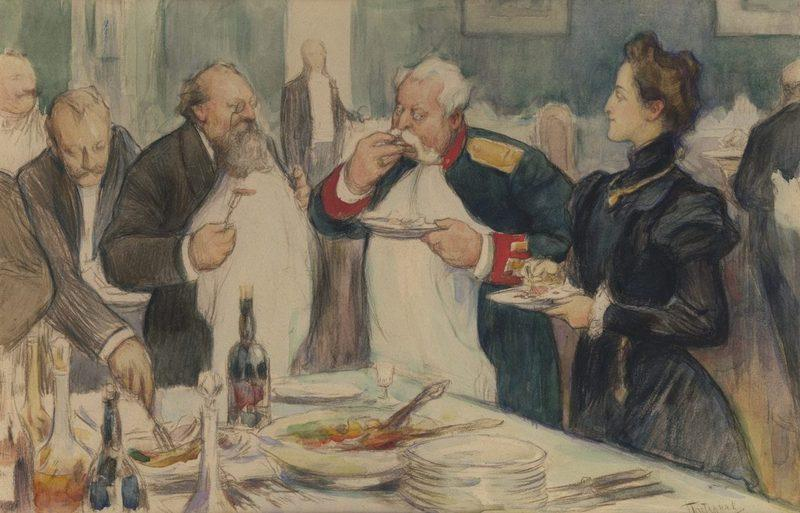
„Imbiss“ bei den Kortschagins

Dmitri Nechljudow hat seine Liebschaft mit Katjuscha schon bald vergessen. Nach der Rückkehr aus dem Krieg erfährt er von den Tanten, dass Katharina schwanger das Gut verlassen habe und in die Prostitution abgesunken sei, vermutlich durch das Erbgut ihrer Mutter. Die Gutsherrinnen müssten eigentlich eine Ahnung der Zusammenhänge haben, denn sie hatten schon beim ersten Besuch des Neffen die gegenseitige Neigung bemerkt und seine Mutter darüber informiert. Außerdem achtete beim zweiten Besuch die alte Dienerin Matrjana Pawlowna darauf, dass die beiden nicht allein waren. Obwohl Dmitri terminlich der Vater des Kindes sein könnte, verfolgt er den Gedanken, nach ihm zu forschen, nicht weiter, und die Tanten geben den Erbanlagen Katharinas die Schuld an ihrem Lebenswandel.
Dmitri verlässt nach dem Krieg als Leutnant der Garde den Militärdienst und beschäftigt sich mit Malerei. Als idealistischer Student verteilte er das väterliche kleine Gut an die Bauern. Jetzt ist er Deputierter der Landschaftsversammlung des Krasnoperschen Kreises und finanziert sein luxuriöses Leben mit den Einkünften aus dem von seiner Mutter geerbten Großgrundbesitz. Während die Gesellschaft seine Verlobung mit der jungen Fürstin Marija (Missi), der Tochter des Generals und Gouverneurs Kortschagin, erwartet, zögert er, denn er muss zuvor sein Verhältnis mit Maria Wassiljewna, der Frau des Adelsmarschalls seines Landstandes, auflösen. In dieser Situation trifft er als Geschworener auf die des Mordes angeklagte Prostituierte Maslowa.

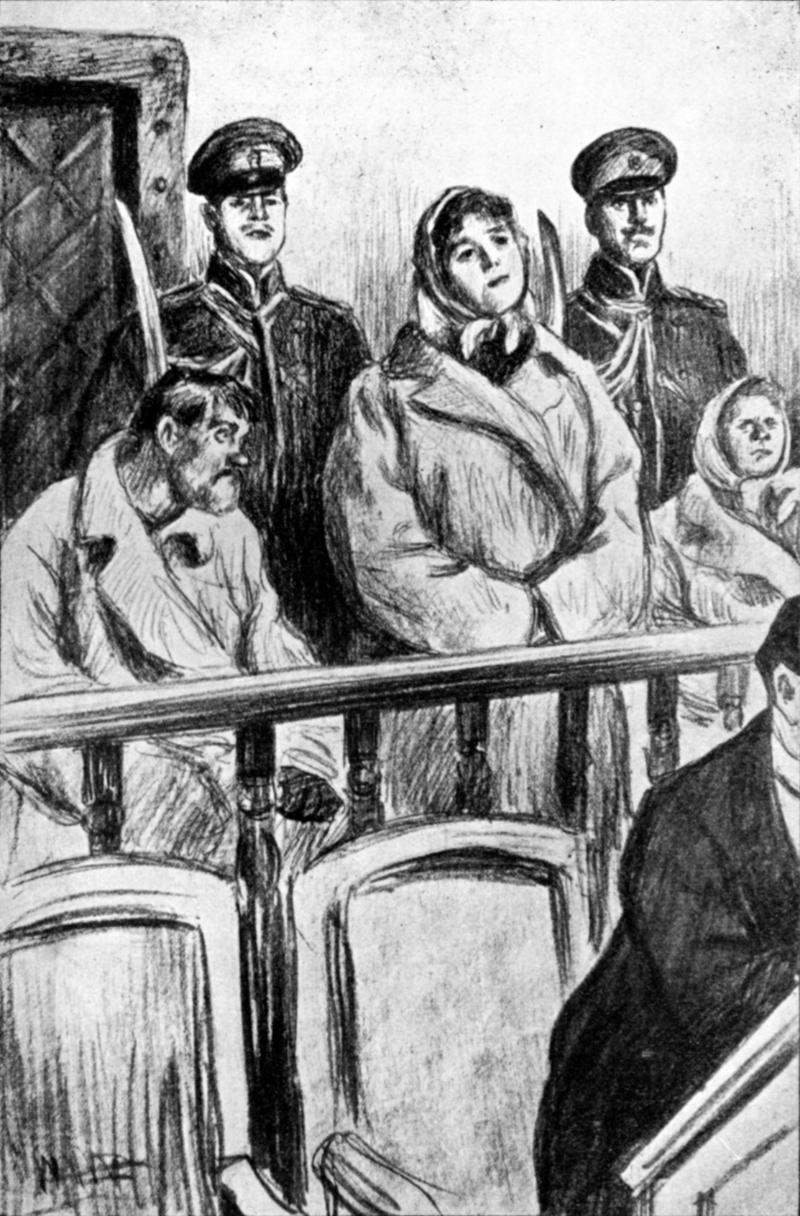
Katharina Maslowa vor dem Schwurgericht

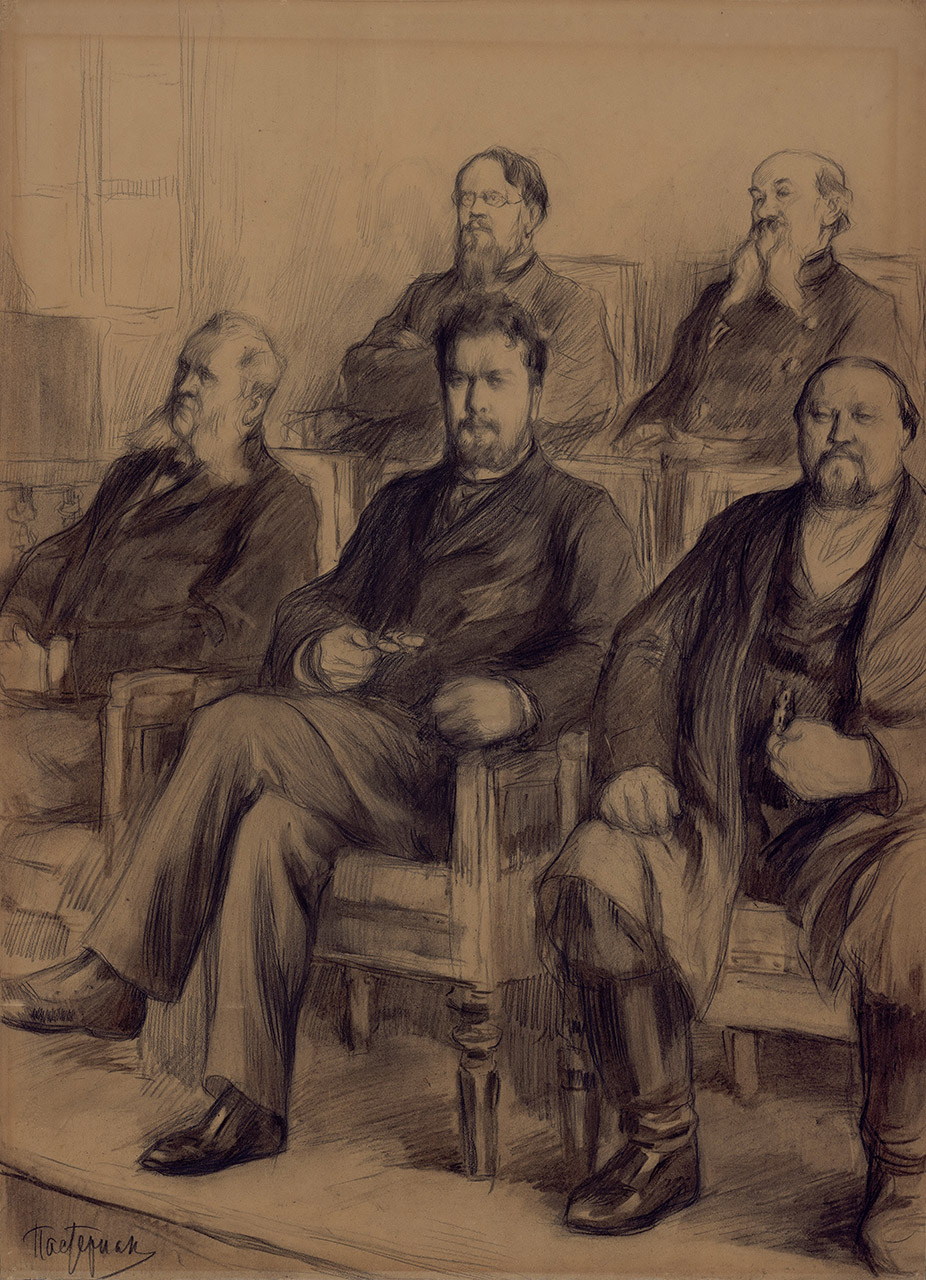
Die Geschworenen

### Gerichtsverhandlung
Der Gerichtspräsident trägt den Kriminalfall vor: In der Nacht des 17. Januars starb im Gasthaus „Mauritania“ der kurganische Kaufmann Serapont Smeljkow an einer Vergiftung. Ursache war offenbar ein weißes Pulver, angeblich ein Schlafmittel, das Katharina, die den Tag mit ihm in ihrem Zimmer in Kitajews Bordell verbrachte, in der Nacht auf Rat des Kellners in seinen Wein mischte. Von den 3800 Rubel, die sich der Kaufmann von einer Bank auszahlen ließ, fand man später in seinem Koffer noch 312 Rubel. Am folgenden Morgen verkaufte Maslowa der Wirtin Rasanow einen Brillantring, und die Kellnerin Eufemia Botschkow zahlte 1800 Rubel bei der Bank auf ihr Konto ein.
Nach Maslowas Aussage hat ihr Kunde sie beauftragt, aus seinem Koffer im Gasthaus 40 Rubel zu holen, um den Wein in Kitajews Bordell zu bezahlen. Der Kellner Simon Petrow Kartinkin und seine Freundin, die Kellnerin Eufemia Botschkow, seien dabei gewesen und hätten die Geldscheine im Koffer gesehen. Den Ring habe Smeljkow ihr aus Reue geschenkt, weil er sie geschlagen habe, als sie sich aus dem Gelage zurückziehen wollte. Sie habe dem betrunkenen Kaufmann das Schlafmittel gegeben, weil sie müde gewesen sei und seine Unterhaltung beenden wollte.
Kartinkin nimmt ein früheres Geständnis zurück und bestreitet, wie Botschkow, das Geld im Koffer gesehen zu haben. Beide schieben die Schuld am Diebstahl auf Katharina. Die eingezahlte Summe hätten sie in 12 Dienstjahren für eine gemeinsame Zukunft zusammengespart.
Die Anklage beschuldigt die Drei, den Mord und den Diebstahl gemeinsam begangen zu haben (I, 10). Während der auf seine Karriere bedachte Staatsanwalt eine harte Strafe und ein Zeichen gegen den Zerfall der Moral in der Gesellschaft fordert (I, 21), versuchen die von der langen Verhandlung ermüdeten Geschworenen die Situation differenziert zu beurteilen. Die meisten glauben Maslowas Aussagen und sprechen sie zwar „schuldig, aber ohne die Absicht ihn [den Kaufmann] zu berauben oder sein Eigentum zu entwenden“, mit „Zuerkennung von Milderungsgründen“. Durch die kontroverse Diskussion und den Wunsch, die Sitzung zu beenden, vergessen die Geschworenen jedoch, das gleiche, „ja, aber ohne Tötungsabsicht“, für die Mischung des Pulvers in den Wein ins Protokoll aufzunehmen. Dieser Widerspruch fällt dem Gerichtspräsidenten auf und er will Einspruch gegen das Urteil einlegen. Da sein Beisitzer für ein hartes Urteil plädiert und er einen privaten Termin am Nachmittag hat, will er die Verhandlung schnell beenden. So bleibt es beim widersprüchlichen Urteil der Geschworenen und anstelle eines Freispruchs wird Katharina Maslowa zu vier Jahren Zwangsarbeit verurteilt.
Nechljudow fühlt sich, zusätzlich zur Vorgeschichte, wegen seiner mangelnden Konzentration und aus Angst, als ehemaliger Liebhaber der Angeklagten identifiziert zu werden, schuldig am Schicksal Katharinas. Er spricht mit dem Gerichtspräsidenten über eine Revision. Der rät ihm, einen Rechtsanwalt mit einer Klage zu beauftragen (I, 24). Er engagiert den bekannten Advokaten Fanarin (I, 25), der für ihn die Eingabe vorbereitet und ihm das ungerechte Gerichtssystem mit seinen an der Gerechtigkeit wenig interessierten Beamten erklärt, die nur für den Zahltag Interesse hätten und bereit seien, „jeden anzuklagen, zu richten, zu verurteilen“. Dazu stellt ihm der Graf die Frage: „Wenn aber alles von der Willkür des Staatsanwaltes und von Personen abhängt, welche die Macht besitzen, gesetzlich zu verfahren oder auch nicht – wozu gibt es dann ein Gericht?“ (II, 10).

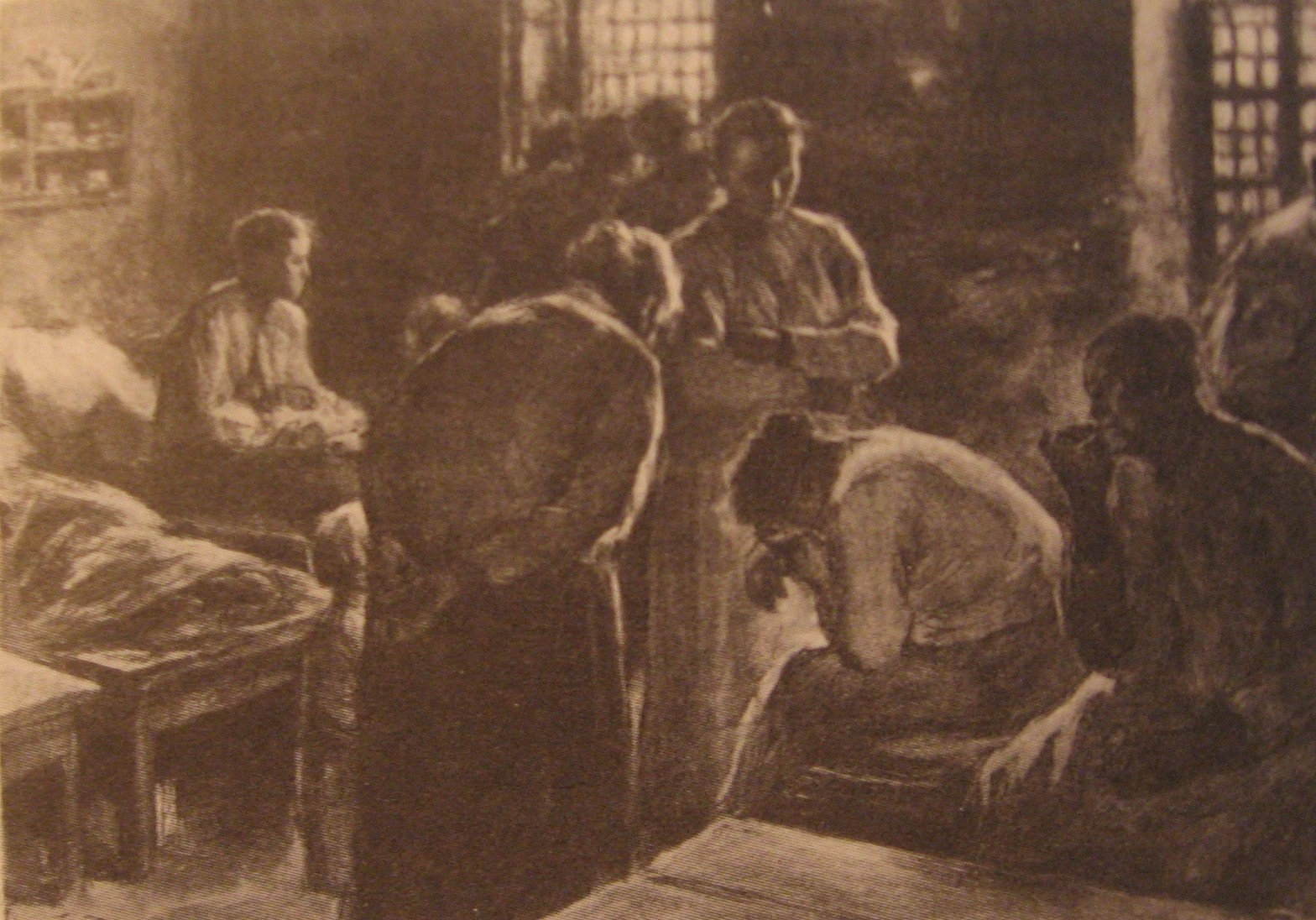
Frauenabteilung im Gefängnis

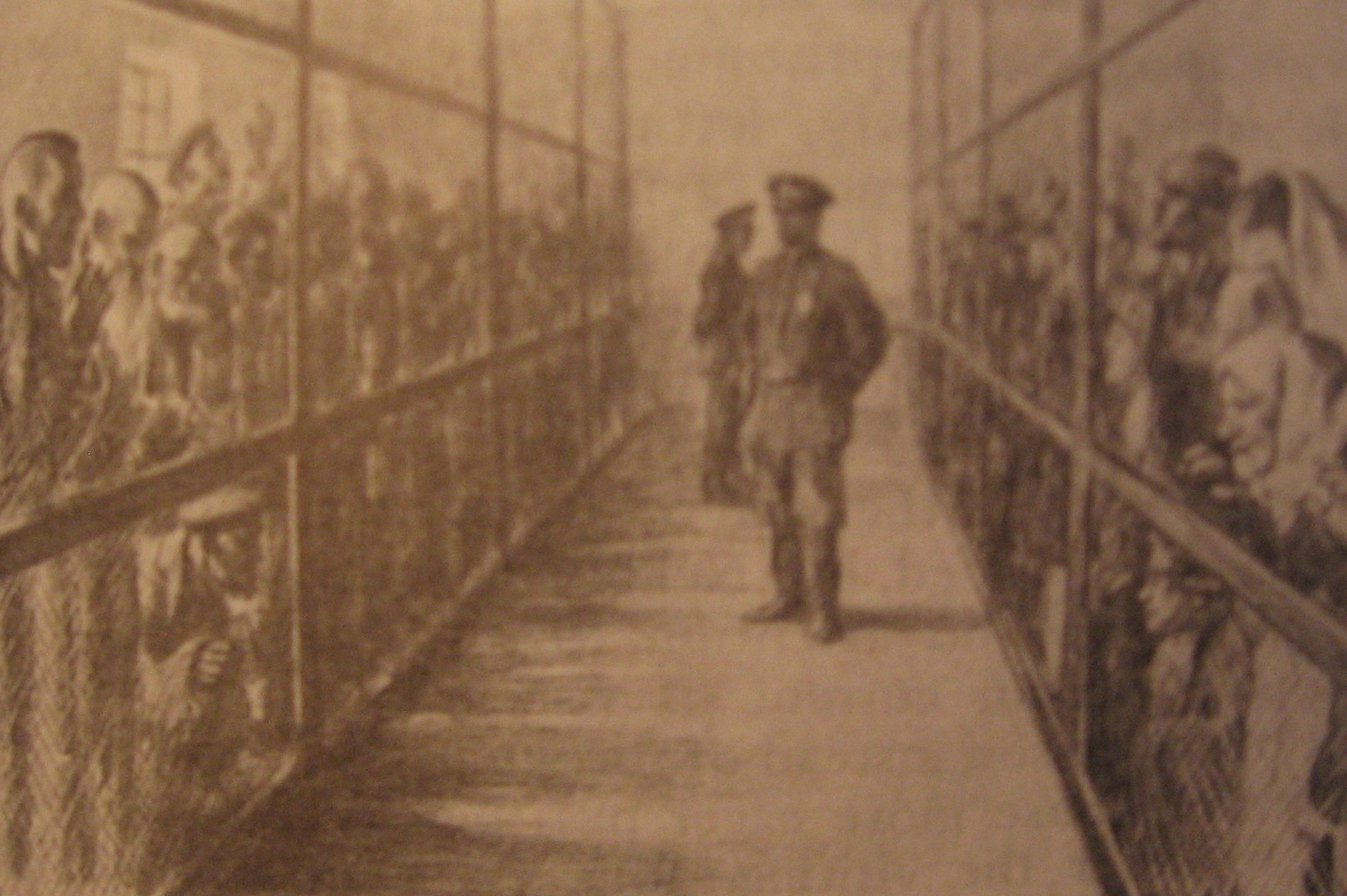
Das doppelte Gitter zwischen den Gefangen und ihren Besuchern

### Wandlung
Während Katharina nach dem Prozess in ihre Gefängniszelle zurückkehrt, den mit ihr inhaftierten Frauen das unrechte Urteil und das Arbeitslager in Sibirien, fern ihres gewohnten Wohlstands, klagt und sich an die Situation erinnert, in der sie den Glauben an die Menschen verlor und ihr Leid mit Branntwein betäubte, wird Nechljudow zum Essen bei den Kortschagins erwartet. Er steht noch ganz unter dem Eindruck des Fehlurteils und sieht desillusioniert die feine Gesellschaft und Marijas Eltern in ihrer schönen Fassade aus höflichen unterhaltsamen Formeln. Nach der Rückkehr in seine Wohnung wird er sich bewusst, dass diese Erkenntnis v. a. die Projektion seiner eigenen grotesken Situation ist, dass er, der Verursacher von Katjuschas Schicksal, über sie zu Gericht sitzen musste und als gesellschaftlich anerkannter Großgrundbesitzer und Fürst ein luxuriöses Leben führt: Wenn er mit sich ins Reine kommen und die Widersprüche in sich auflösen will, muss er sich aus seinen Beziehungen und von seinem ererbten Großgrundbesitz lösen. Von seiner Geliebten hat er sich inzwischen einvernehmlich getrennt, Marija wird er nicht heiraten, Katjuscha muss er um Vergebung bitten, vielleicht heiraten, und von Gott erfleht er jetzt die „Säuberung seines Herzens“ (I, 28).

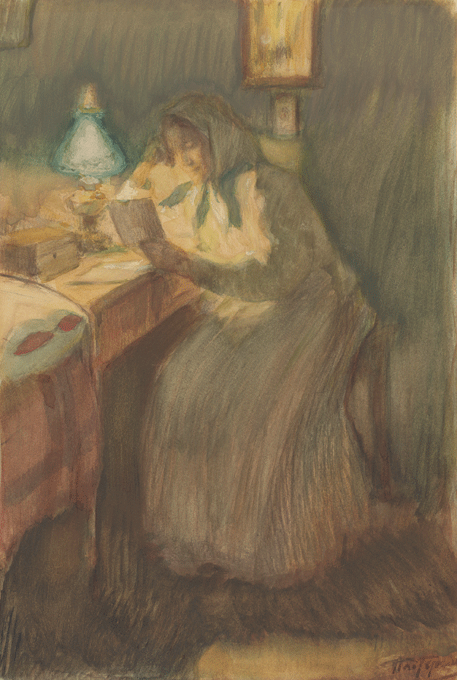
Katharina als Krankenschwester

Am Besuchstag fährt er zum Gefängnis und erhält als Adliger eine Ausnahmegenehmigung für ein Gespräch mit Katharina Maslowa (I, 39). Er gibt sich ihr zu erkennen und bittet sie um Vergebung für alles, was er ihr angetan hat. Sie ist ihm gegenüber nach seiner für sie unbegreiflichen Hartherzigkeit und der langen Reihe von Erniedrigungen ohne Gefühl, will nichts mehr von der Vergangenheit hören und blickt ihn geschäftlich lächelnd an wie einen ihrer reichen Kunden, welche sich ihrer nach Belieben bedienen konnten und dafür von ihr ausgenutzt wurden, und sie überlegt, mit ihrem Wissen um ihre Wirkung auf Männer, welchen Vorteil sie aus dieser Begegnung ziehen könnte. Sie bittet ihn um 10 Rubel, mit dem sie Alkohol kauft und sich abends mit ihren Zellenfreundinnen betrinkt. Nechljudow ist erschrocken über ihr verändertes Aussehen und Wesen, aber er hat Mitleid mit ihr und widersteht der Versuchung, seine Bemühungen abzubrechen.
Beim nächsten Besuch wiederholt er seine Reuebekundung über seinen Liebesverrat und macht ihr den Vorschlag, sie als Wiedergutmachung zu heiraten. Sie ist darüber erschrocken und lehnt dies strikt ab: Eher würde sie sich aufhängen. Sie würden in zwei Welten leben. Er wolle nur seine Seele retten, aber seine Verfehlungen seien nicht rückgängig zu machen. Sie akzeptiert aber seine Hilfsangebote und bittet um Unterstützung für unschuldig inhaftierte Mitgefangene (I, 46).
Nechljudow lässt sich durch ihre Ablehnung nicht beirren: Auch wenn sie ihn nicht heiratet, wird er sie in die Verbannung nach Sibirien begleiten.
Durch seine Beziehungen erhält er einen privilegierten Besucherschein und lernt bei seinen Gefängnisbesuchen die teils willkürlichen Inhaftierungen und die schweren Haftbedingungen kennen (I, 47-52), die seiner Meinung nach eine moralische Besserung in ihrem Leben nach der Entlassung wenig wahrscheinlich erscheinen lassen (II, 29). Bei seinem alten Kameraden, dem Vizegouverneur Michail (Mika) Maslennikow, setzt er sich für die ihm von Maslowa anvertrauten Häftlinge ein (I, 54), und er erreicht, dass Katharina im Krankenhaus als Helferin arbeiten kann, was diese zuerst als ihrer unwürdig ablehnt, dann aber doch akzeptiert, um ihren Unterstützer nicht zu verärgern (I, 55). Als Nechljudow sie nach seiner Rückkehr von seinen Gütern (II, 11) in der Klinik besucht, wirkt sie zufrieden und verändert, und er hat den Eindruck, dass sich in ihrer Seele eine Wandlung vollzogen hat. Während seiner Reise nach Petersburg gerät sie jedoch wieder unverschuldet in das alte gesellschaftliche Rollenbild. Ein Feldscher, den sie zurückweist, verdreht die Situation, man glaubt ihm und nicht ihr und versetzt sie zurück ins Gefängnis (II, 25).

### Landreform

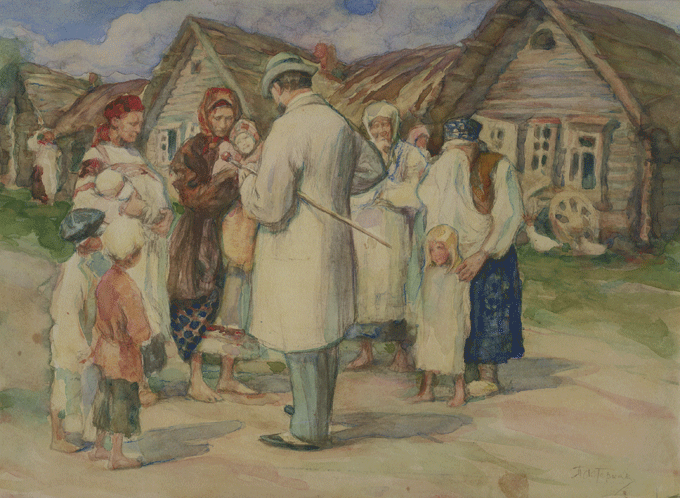
Fürst Nechljudow und Bauersfrauen auf seinem Gut

Vor seiner Reise nach Petersburg, wo der Fall Maslowa im Senat verhandelt wird, besucht Nechljudow seine Güter, um dort seine Landreformidee umzusetzen. Im von der Mutter geerbten großen Gut Kusminskoje bei Moskau rät ihm der deutsche Verwalter davon ab, das Land von den Bauern in Selbstverwaltung bearbeiten zu lassen, da dies zu Misswirtschaft und geringeren Erträgen führen würde. Die Bauern wiederum lehnen den Allgemeinbesitz ab und wollen keine Reform. Schließlich verpachtet er sein Land an interessierte Bauern und räumt ihnen einen für sie günstigen Zins ein. Obwohl sich dadurch seine Einkünfte halbieren werden, sind die Bauern mit den Pachtbedingungen unzufrieden (Zweiter Teil, Kap. 1-2).
Die nächste Reisestation ist das von den Tanten geerbte Gut Panowo (II, 3). Auch dort lehnen die ärmlich lebenden Bauern zuerst misstrauisch seine Vorschläge ab. Nach seinen geduldigen Erläuterungen und der ihnen einleuchtenden Erklärung, dass er ihnen das Land zur Gewinnung seines Seelenheils schenkt, unterschreiben sie schließlich den Vertrag: Das Land wird Allgemeingut. Die Bauern, welche die Felder bearbeiten, zahlen je nach der Bodengüte eine höhere oder niedrigere Summe in die gemeinschaftliche Kasse, aus der die allgemeinen Bedürfnisse finanziert werden (II, 10).
Nechljudow diskutiert mit seinem Schwager Ignati Rogoschinsky über seine Pläne, sein Land den Bauern als Allgemeinbesitz zu überlassen und von ihnen selbstverantwortlich bewirtschaften zu lassen. Rogoschinsky wendet dagegen ein, dies bedeute erstens theoretisch eine Auflösung der traditionellen Ordnung und führe zur Anarchie und sei zweitens nicht praktikabel, weil einerseits die Organisation und Führung der Verwalter und andererseits der Gemeinschaftssinn und das Verantwortungsbewusstsein der Bauern fehle und Egoismen sich bekämpfen würden. Nechljudow widerspricht ihm und betont, dass es nur seine persönliche Entscheidung sei und sein Schwager für seine Familie wie bisher nach dem Recht auf privaten Grundbesitz sorgen könne (II, 28).

### Bittgänge in Petersburg
Nechljudow sucht in Sankt Petersburg drei Behörden auf: Im Senat wird Maslowas Kassationsgesuch verhandelt. Die Bittschriftenkommission überprüft den Fall der mit der Maslowa inhaftierten Näherin Fedossja Birjukowas, die ihren Mann Taras vergiften wollte, sich aber mit ihm versöhnt hatte (I, 30; II, 38). Bei der Gendarmerieverwaltung setzt sich der Fürst für die Freilassung Lydia Schustowas ein, bei der man verbotene gesellschaftskritische Papiere gefunden hat, die ihre Tante Kornilow ihr zur Aufbewahrung gegeben hatte (I, 52, II, 23). Außerdem versucht er den Besuch einer Mutter bei ihrem inhaftierten Sohn zu erreichen.

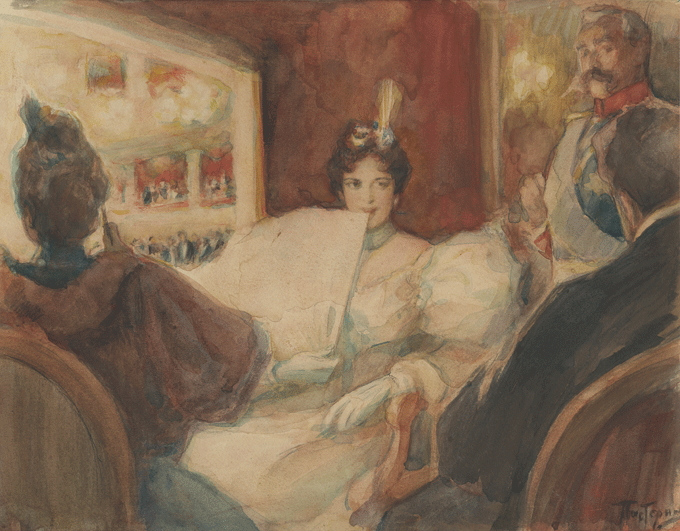
Nechljudow nutzt die gesellschaftlichen Beziehungen seiner Großtante aus und besucht die mit dem einflussreichen General Tscherwjansky verheiratete Mariette in ihrer Theaterloge (Illustration von L. Pasternak)

Auf Anraten seines Anwalts nutzt er für seine Aktionen seine familiären und deren gesellschaftliche Beziehungen: Die Tante seiner Mutter, die Gräfin Katharina Tscharsky, ist mit einem ehemaligen Minister verheiratet und hat dadurch Beziehungen „in das Herz der aristokratischen Gesellschaft“ (II, 12). Obwohl sie seine Gesellschaftsutopie, alle Menschen müssten arbeiten, niemand dürfte in Armut leben und die Aristokraten sollten etwas von ihrem Reichtum abgeben, für eine liebenswerte Spinnerei und sein Heiratsangebot für die „romantische Geschichte“ eines „Schafskopfes“ hält, vermittelt sie ihm die Ansprechstellen in ihrem Netzwerk, die er mit ihren Empfehlungsschreiben aufsucht (II, 13-16). Der Fürst spricht bei den ihm Genannten vor, sie sagen ihm ihre Unterstützung zu und er kann bei den entscheidenden Personen seine Anliegen vorbringen. Allerdings stößt er, wie in Moskau, auf die von persönlichen Interessen bzw. der Gleichgültigkeit der Beamten durchsetzten juristischen und bürokratischen Strukturen: Man sei nicht zuständig, könne nicht in den Gang der Verfahren eingreifen, alles sei durch Gesetze und Bestimmungen geregelt, es gebe keine zu Unrecht Verurteilten, die Autorität des Staates müsse durch harte Urteile gestärkt werden usw. So haben seine Bemühungen wenig Erfolg: Das Kassationsgesuch wird mit Mehrheit abgelehnt, weil ein Senator die in der Öffentlichkeit bekannt gewordene „romantische Geschichte“ des Grafen nicht unterstützen will, zwei andere Mitglieder einen Profilierungskampf gegeneinander austragen und der Meinung des Gegners widersprechen und der Oberstaatsanwalt Selenin rein formal vorgeht und nur die, wenn auch unvollständige, Aussage des Protokolls der Geschworenen für ausschlaggebend hält (II, 18-20). In dem Staatsanwalt erkennt Nechljudow seinen guten Freund aus der Studienzeit, den er seit Jahren nicht gesehen hat, und erklärt ihm nach der Verhandlung seine Verstrickung in den Fall Maslowa. Dieser überprüft daraufhin, wie seinem Freund erst am Ende des Romans (III, 19) bekannt wird, die Akten und erreicht in der Bittschriftenkommission eine Milderung des Urteils.
Nechljudow kehrt, mit Ausnahme der Freilassung Lydias, erfolglos nach Moskau zurück. Zwar reicht er noch, allerdings ohne große Hoffnung, eine Bittschrift um Begnadigung durch den Zaren ein, bereitet aber die Abreise nach Sibirien vor. Seine Schwester Natalie Rogoschinsky versucht, ihn von seinem Vorhaben abzubringen. Sie befürchtet, dass Katharina wegen ihrer Vergangenheit nicht besserungsfähig sei und dass ihr Bruder unglücklich würde. Er erwidert, auf sein persönliches Glück komme es nicht an, er müsse seine Pflicht erfüllen (II, 28).

### Reise nach Sibirien

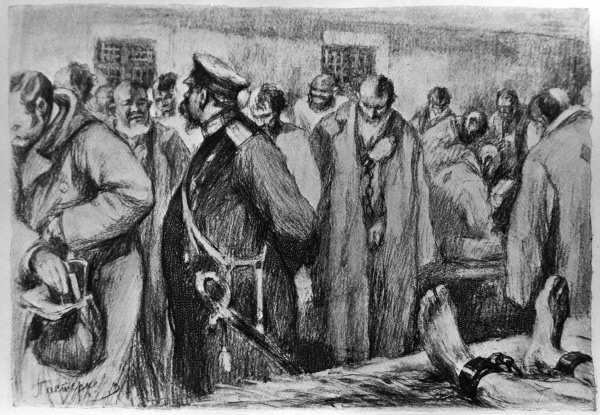
Aufbruch der Arrestanten nach Sibirien (Illustration von L. Pasternak)

Am 5. Juli muss Katharina Maslowa, trotz des noch ausstehenden Begnadigungsgesuchs, mit den teils zur Zwangsarbeit, teils zur Ansiedlung in Sibirien Verurteilten Moskau verlassen. Nechljudow begleitet die Arrestantenkolonne, 623 Männer und 64 Frauen, größtenteils mit einer Kutsche, teils zu Fuß. Die mit Ketten gefesselten Deportierten müssen bei großer Hitze im Schnellschritt vom Gefängnis zum Bahnhof laufen (II, 27-33) und einige sterben an den Folgen der ungewohnten Anstrengung. In vergitterten Waggons werden sie dann über Nischni Nowgorod nach Perm transportiert. Familienmitglieder, welche die Arrestanten begleiten, fahren in einem Personenzug hinterher (I, 34-40). Wie sie reist Nechljudow in einem Abteil dritter Klasse, zusammen mit Torfarbeitern: „[B]eim Anblick […] dieser sonnenverbrannten, abgearbeiteten, aber freundlichen Gesichter, die ihn von allen Seiten umgaben […] empfand er das beglückende Gefühl eines Forschungsreisenden, der eine neue, unbekannte, aber wundersame Welt entdeckt hat“ (II, 40).

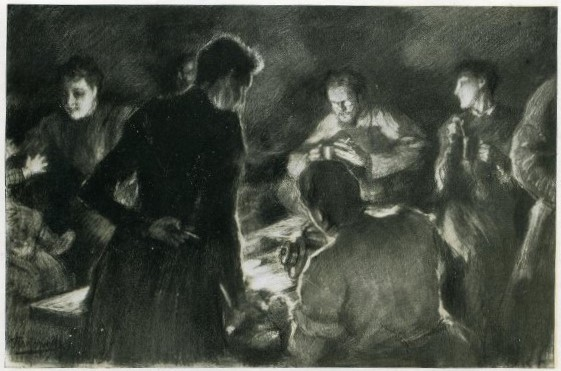
Nechljudow bei den politischen Gefangenen (Illustration von L. Pasternak)

Nechljudow kann Katjuscha nur an wenigen Stationen kurz sehen. In Tomsk erreicht er ihre Versetzung unter die politischen Gefangenen, die besser versorgt und untergebracht werden und weniger den Belästigungen durch die Männer ausgesetzt sind (III, 1). In dieser Gruppe befreundet sie sich mit Maria Schtschetinin und Wladimir Simonson, einem Lehrer, der zuerst wegen seiner gesellschaftskritischen Lehren zur Strafe in das Archangelsksche Gouvernement verschickt wurde. Dort schloss er sich einer pazifistischen religiösen Gruppe an, die den Dienst an Schwachen und Kranken als ihre Hauptaufgabe sieht. Nach dieser Lehre verbinden sich Männer und Frauen in platonischen Liebesbeziehungen (III, 4). Darauf verurteilte man ihn zur Zwangsarbeit nach Irkutsk. Der schüchterne Mann hat sich bereits im Moskauer Gefängnis in Katharina verliebt, nun lernen sich die beiden kennen und er möchte sie heiraten. Sie spürt, dass er sie liebt, wie sie jetzt ist, während ihr Fürst Dmitri aus Großmut und als Sühne seiner Schuld die Ehe anbietet. Ein solches „Opfer“ lehnt sie nach wie vor ab.

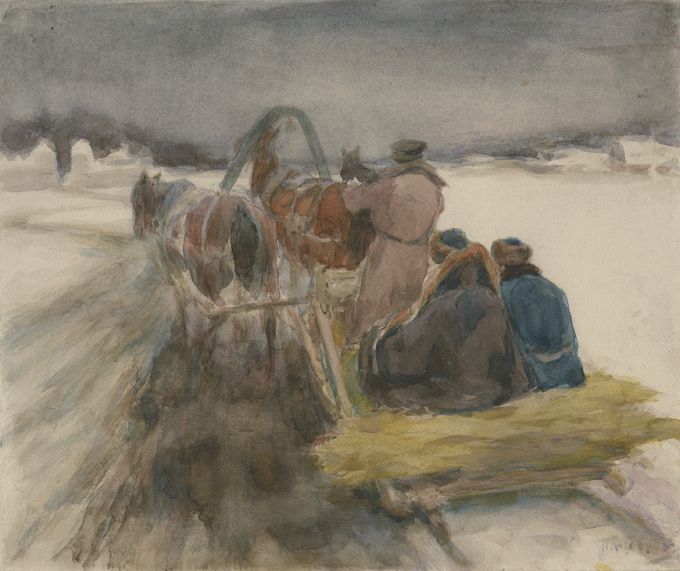
Sibirien (Illustration von L. Pasternak)

Nechljudow folgt dem zweimonatigen Etappenmarsch der Kolonne durch Sibirien (III, 5-27) und macht die „Bekanntschaft vieler Politischen“. Er bemerkt „mit frohem Interesse“ und einem „Gefühl herzlichen Mitleids“, wie Katharina sich unter dem Einfluss der neuen Freunde in ihrem Verhalten und auch äußerlich verändert. Sie wirkt magerer und gealtert, behandelt ihn freundlicher und dankt ihm für seine Hilfe. Nachdem das Begnadigungsschreiben eingetroffen ist, das die Zwangsarbeit in eine Verbannung „in weniger entfernten Gegenden Sibiriens“ verwandelt (III, 19), könnte Katharina den Fürsten heiraten und mit ihm zusammenleben. Sie und Simonson sprechen mit Nechljudow über ihre Situation (III, 12 und 21) und bitten um seinen Rat, aber er überlässt Katharina die Entscheidung. Sie teilt ihm mit, dass sie Simonson nach Irkutsk folgen will und bittet ihn um Vergebung, dass sie anders handele ,als er ihr vorgeschlagen hatte, und spricht mit den Worten „Auch Sie müssen leben“ das aus, was er zuvor gedacht hat. Er denkt über ihre Motive nach, die sich hinter diesen Worten verbergen: „[I]n dem seltsam schielenden Blick und dem schmerzlichen Lächeln, mit welchem sie dieses ‚Lebewohl‘ und nicht ‚Auf Wiedersehen‘ sagte, begriff Nechljudow, sie liebte ihn und gab ihn frei, indem sie sich mit Simonson verband“ (III, 21).
Nechljudow ist über ihre Entscheidung und die Beendigung seiner Verpflichtung erleichtert. Auch er kann jetzt ein neues Leben beginnen. Wie es konkret aussieht, weiß er noch nicht. Zuvor träumte er noch von einer Familie mit Kindern und der fein speisenden und kultivierten Gesellschaft, aber beim Anblick der Arrestanten im Gefängnis weiß er, dass dies „das wirkliche Leben, die wahrhaftige Wirklichkeit“ ist (III; 23). Er beginnt sein neues Leben mit der Lektüre des Matthäus-Evangeliums und der Einsicht, er habe in der Zuversicht gelebt, „Herr seines Lebens“ zu sein und dass es ihm nur zu einem Vergnügen gegeben worden sei: „Das ist offenbar töricht, denn wenn wir hierher gesandt werden, geschieht es nach jemandes Willen und zu einem bestimmten Zweck. Wenn die Menschen diese Lehre [Christus|Christi] erfüllen, so wird das Reich Gottes auf der Erde hergestellt und die Menschen werden den Segen empfangen.“ (III, 24).

## Personen
Eine römische Zahl am Anfang eines Eintrags bezeichnet – in den Teilen 1 bis 3 – das Kapitel, in welchem die Person eingeführt wird. Nach der (geschätzten) Bedeutung der Personen für das Verstehen des Romans sind drei Stufen unterschieden: Kursiv, ohne Kennzeichnung, geklammert. 
Teil 1
- I – Jekaterina Michailowa Maslowa, „die Maslowa“ alias Ljubow, Ljubascha, Ljubka, auch Katerina, Katjuscha, Tochter einer unverheirateten Hofmagd, wuchs  bei Sofja Iwanowna und Marja Iwanowna auf
- II – Sofja Iwanowna und Marja Iwanowna, diese auch Maschenka, alte Fräulein, Tanten Nechljudows väterlicherseits
- Dmitri Iwanowitsch Nechljudow, „deren studierender Neffe, ein reicher Fürst“: Gardeleutnant, auch Mitja, verführte Katjuscha, als sie 16 Jahre alt war, gab ihr einen Hundertrubelschein und reiste davon. Das liegt zu Beginn des Romans acht Jahre zurück.
- Karoline Albertowna Kitajewa, Bordell-Inhaberin, Katjuschas Wirtin, Zeugin
- III – die „Kortschagins“: Iwan Iwanowisch Kortschagin, General und Gouverneur; seine Frau Sofja Wassiljewna; ihre Tochter Marija, meist Missi, „die junge Fürstin Kortschagin“; ein Sohn Petja, Sextaner; eine Tochter von vier Jahren
- Agrafena Petrowna, Haushälterin Nechljudows
- IV – Maria Wassiljewna, Frau des Adelsmarschalls, buhlt um Nechljudow
- V – Peter Baklaschow, Kaufmann, Mitgeschworener
- Peter Gerassimowitsch, Lehrer, Mitgeschworener
- VI – (Klara Wassiljewna, Geliebte des Gerichtsvorsitzenden; Matwej Nikititsch, Mitglied des Gerichts; Breve, Stellvertreter des Staatsanwalts; Michail Petrowitsch, anscheinend der Gerichtsvorsitzende)
- VII – (Staatsrat J. M. Nikoforow; Oberst a. D. Iwan Semjonowitsch Iwanow; Hauptmann Juri Dmitrijewitsch Dantschenko; Kaufmann Grigori Jefimowitsch Kuleschkow und so weiter)
- IX – Simon Petrow Kartinkin, Zimmerbedienter, und Euphemia Iwanowna Botschkowa, Zimmermädchen, beide sind Mitangeklagte der Maslowa
- X – (Terapont Jemeljanowitsch Smjelkow, Kaufmann zweiter Gilde, plötzlich verstorben; Timochin, Kaufmann, sein Landsmann und Freund; Rosanowa, Wirtin und Zeugin)
- XII – Matrona Pawlowa, alte Magd bei den Tanten
- XIV – (Tichon, Diener bei den Tanten)
- XVIII – (Schönbock, freigiebiger Regimentskamerad)
- XXV – Fanarin, Advokat (und Mikischin)
- XXVI – (Iwan Iwanowitsch Kolossow; * Michail Sergejewitsch Teljagin, auch Micha, Missis Vetter; Miss Roeder, die Gouvernante der vierjährigen Schwester Missis; Katerina Alexejewna, auch Jekaterina, eine vierzigjährige Jungfrau und Slawophilin)
- XXVII – Repin
- XXVIII – Kornej, ein Diener Nechljudows
- XXX – Mitgefangene: Korabljewa, Zellenälteste und Branntweinverkäuferin; Fedosija Biriukowa genannt Fenitschka; ein Weib von 40 Jahren mit Säugling, später „die Wladimirsche“ genannt
- XXXII – Schtscheglow, Zuchthäusler und Ausbrecher
- Fedka Molodjonkow, Fabrikarbeiter (grob bis zur Körperverletzung)
- XXXIII – Natalia Iwanowna Ragoshinskaja, Nechljudows Schwester, und (2, XXXI) ihr Mann Ignatius Nikiforowitsch Ragoshinski
- XXXV – Iwaschenko
- XLI – Sidorow, Unteroffizier
- XLII – Maria Karlowna, Aufseherin
- XLV – Michail Iwanowitsch Maslennikow, auch Mika, Vizegouverneur
- Semjon Iwanowitsch, Schriftsteller
- Garschkin
- Anatolij Semjonowitsch
- XLVI – Wassiljew, Angestellter
- Petrow, Aufseher, durch seine Stärke berühmt
- Njepomnjaschtschi, Landstreicher
- Mitrij (ein Dimitrij)
- XLVII – Fedotow, Justizdiener
- XLVIII „prächtige Alte“ Menschow, Gefangene; ihr Sohn, ein Bauernbursche, auch Gefangener
- XLIX – Wera Jefremowna Bogoduchowskaja, Diakonstochter, politische Gefangene
- L – Gräfin Paszek, Wohltäterin
- LI – Marusja, Tochter des Inspektors, 5 oder 6 Jahre alt, musiziert
- LIV – Maria Pawlowna mit Sohn Kolja, zieht nach Sibirien
- LV – Lydia (Lida) Schustowa, Freundin der Bogoduchowskaja, und Gurkewitsch, Freund der Bogoduchowskaja
- (LVI – Medynzew, redseliger junger Mann)
- (LVII – Nadina Bukshövden)
- (Anna Ignatjewna, Maslennikows Ehefrau; Frau Beljuwska; Michail Iwanowitsch Tschernow)
- (LVIII – Gräfin Woronzow und Viktor Apraxin; Annette)

Teil 2
- (I – Wassilij Karlytsch, deutscher Verwalter des Gutes Kusminskoje [das Gut der Tanten Nechljudows heißt Panowo laut 2,III]; Fräulein Kirimova)
- III – (Matrjona Semjonischa Charina, Katjuschas Tante)
- IV – (Fedka, ein Knabe)
- V – (Michail, Semjon Makarow, Marfa, Anisja)
- VI – (Waska; Malanja)
- VIII – Nikoljenka Irtenjew, Freund Nechljudows, dessen Schwester war in ihn verliebt (2, XXXI)
- X oder früher – (S

Amanow, ein Krösus)
- XII – (Dufar, ein Franzose)
- XIV – Gräfin Jekaterina Iwanowna Tscharskaja, Nechljudows Tante mütterlicherseits, und ihr Mann Dmitrij Tscharski, ein Minister a. D.
- Tscherwanski, Gräfin Mariettas Mann
- (Aline; Kiesewetter, ein Prediger; Baron Kriegsmut; die Kamenskaja, deren Sohn im Duell getötet wurde; Helene)
- XV – Graf Iwan Michailowitsch, Minister a. D.; Senator Wladimir Wassiljewitsch Wolf, Kassationsabteilung
- XVI – (Baron Worobjow)
- XVIII – Skorowodnikow, der gelehrte Jurist, und B., der praktische Jurist, beide im Senat
- XIX – alter General und deutscher Baron
- XX – Nikitin, Vorsitzender des Senats; Seljonin, Gehilfe des Oberstaatsanwalts
- XXI – (Weljanow)
- XXIV – (Bogatyrew, ehemaliger Kamerad Nechljudows)
- XXV – (Wera Jefremowa Kornilowa, Tante der Lydia Schustowa; Lydias Vetter Sacharow; Mitin; Petrow)
- XXVII – (Taporow, Kirchenbeschützer)
- XXX – (Ochotin, rückfälliger Dieb; Fjodorow, Bandenführer)
- XXXIV – Taras Bargutschow, Fedosias Mann
- XXXV – (Mörder Fjodorow; Komiker Ochotkin; „Tausendschön“)
- XXXVII – (Matwej Iwanytsch)
- XXXIX – (Osten, ein Diplomat, mit Nechljudow bekannt)
- XL – (Pugatschow, Stenka Rasin)
- XLI – (Mawra, Frau des Fabrikarbeiters)
- XLIII – Filip (Kortschagin?)

Teil 3
- I – Marja Pawlowna Schtschetinina und ein Simonson, beide politische Gefangene
- III – Nowodworow, ein Revolutionär
- VI – Anatolij Krylzow, politischer Gefangener; „der berühmte Petrow“; (Losinski, ein Pole, und Rosowski, ein Jude)
- X – Karmanow, ein Zwangsarbeiter; (Makar Djewkin, ein Räuber)
- XI – (Emilia Kyrillowna Ranzewa), (Frau eines Verbannten), „ein vollständiger Mensch“
- XII – Nabatow, ein Bauer; Marcell. Kondratjew, ein Fabrikarbeiter
- XIII – (die hübsche Grabez)
- XVI – (Busowkin, ein Vater; Karmanow; Aksjutka)
- XVIII – (Petlin, ein politischer Verbrecher)
- XXIII – Seljonin

## Entstehungs- und Publikationsgeschichte

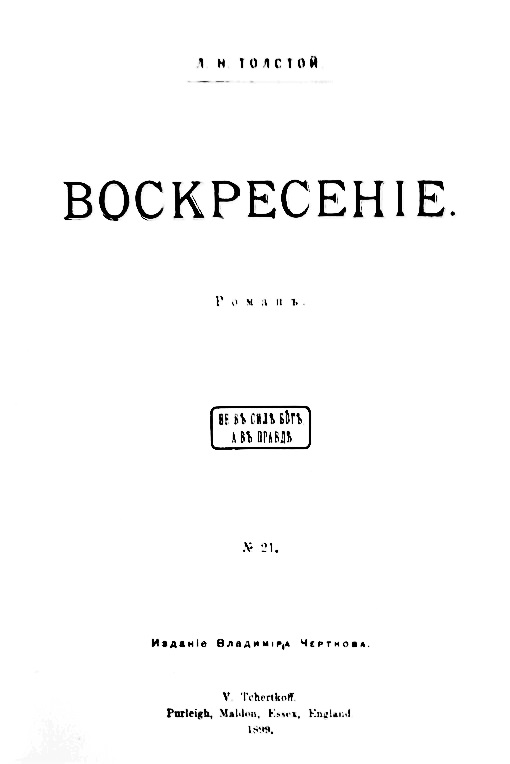
Titelblatt der Erstausgabe (1899)

Tolstoi schrieb in den 1880er-Jahren, mit Unterbrechungen, mehr als zehn Jahre an dem Roman, der auf einem Gerichtsfall aufbaut. Der Jurist Anatoli Koni erzählte ihm die Geschichte eines Klienten, der als Jugendlicher im Haus einer Verwandten eine 16-jährige Waise verführte und dann verließ. Sie musste schwanger das Haus verlassen und ihr Leben als Prostituierte finanzieren. Wegen Diebstahls an einem ihrer Kunden wurde sie zu vier Monaten Gefängnis verurteilt. Ihr ehemaliger Liebhaber fühlte sich an ihrem Schicksal schuldig und wollte sie heiraten.
Tolstoi war von Konis Geschichte fasziniert, auch weil sie ihn an einen ähnlichen Fall aus seinem Leben erinnerte. In ihrem Tagebuch bestätigt seine Frau Sofja die Verführungsgeschichte, die sie vor ihrer Heirat erfuhr, als der Bräutigam ihr seine Tagebücher mit Angaben seiner vorehelichen sexuellen Beziehungen zu lesen gab. Kurz vor seinem Tod erzählte Tolstoi von zwei Verführungen in seinem Leben, die er nie vergessen konnte: „Das zweite war das Verbrechen, das ich mit der Dienerin Mascha im Hause meiner Tante begangen habe. Sie war Jungfrau. Ich habe sie verführt, und sie wurde entlassen und ist umgekommen.“
Während der Autor für die Beschreibung der aristokratischen Gesellschaft und des Verwaltungs- und Gerichtsapparates auf seine eigenen Erfahrungen zurückgreifen konnte, befragte er zur Darstellung der Gefängnisszenerie im Januar 1899 I. M. Winogradow, den Aufseher des Butyrka-Gefängnisses, und begleitete im April die nach Sibirien geschickten Häftlinge vom Gefängnis zum Nikolajewski-Bahnhof. Diesen Weg schildert Tolstoi im zweiten Teil des Romans (Kap. 27–33).

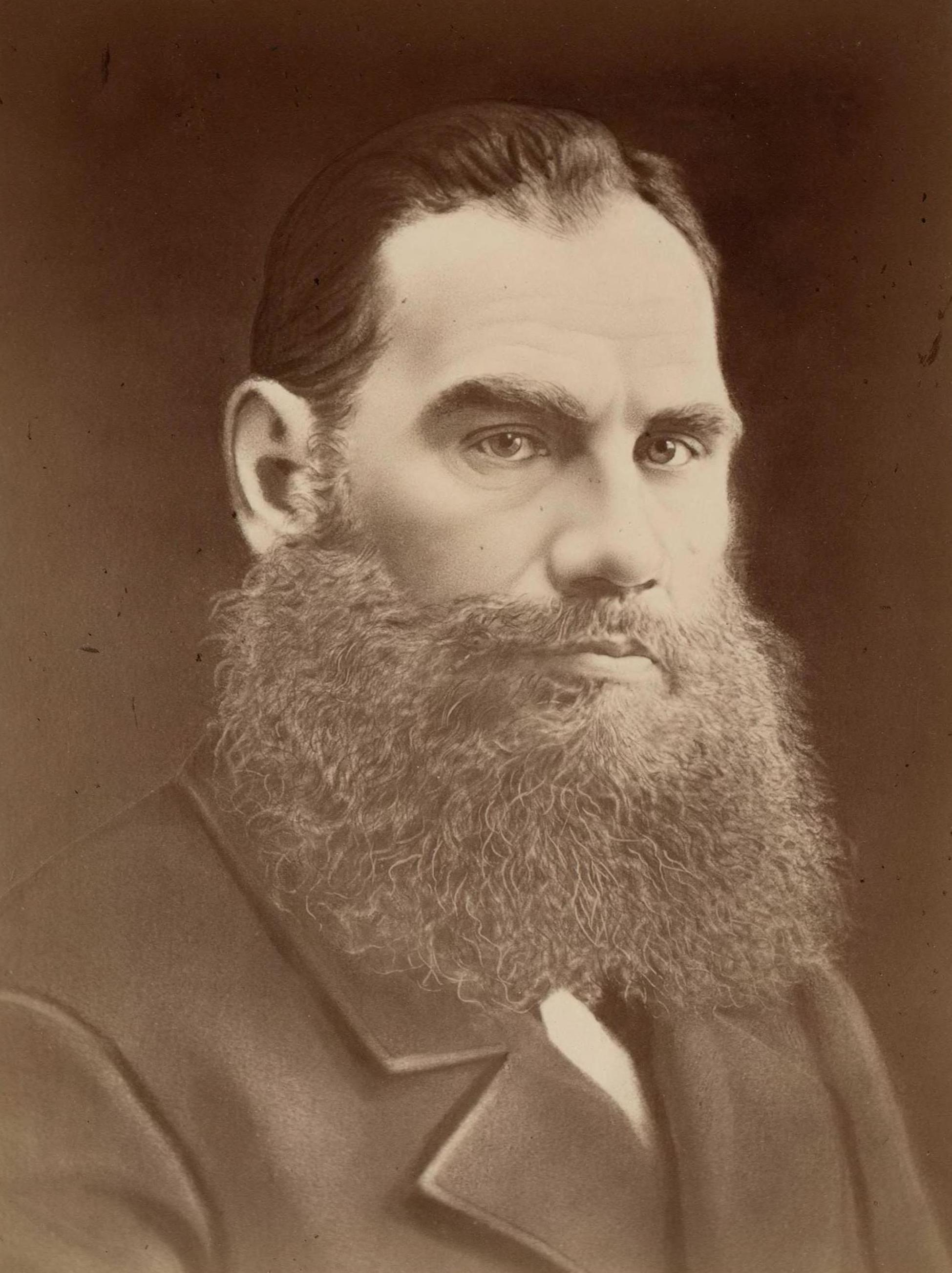
Tolstoi 1880

Der große Umbruch in Tolstois Leben um 1880 ist in seinem dritten Roman sehr präsent. In Tagebuchnotizen bezeichnet er die ihm von Koni erzählte Geschichte als „das Material für die Darlegung seiner Lehre“, mit dem er „die Dinge im Licht seiner jetzigen Ansichten“ zeigen möchte. Seine „Ansichten“ hat Tolstoi 1883/84 kompakt in seinem christlich-ethischen Essay „Worin mein Glaube besteht“ zusammengefasst, in dessen Kapitel VI er fünf Gebote Christi ausführt, die im letzten Kapitel der „Auferstehung“ nahezu wörtlich als christliche Erkenntnis der Zentralfigur Nechljudow mit Bezug auf die Bergpredigt Jesu übernommen wurden.
Um einen hohen Erlös, mit dem der Autor die Auswanderungen der Duchoborzen aus Russland nach Kanada unterstützte, zu erzielen, sollte der Roman gleichzeitig in Russland, Deutschland, Frankreich, England und Amerika veröffentlicht werden. Die Fertigstellung verzögerte sich jedoch, da aufgrund vertraglicher Vereinbarung mit den Agenten Kürzungen vorgenommen werden mussten.
Schließlich erschien die „Auferstehung“ mit Illustrationen von Leonid Pasternak 1899 in der russischen Wochenzeitschrift Niva und unter dem Titel „The Awakening“ in der amerikanischen Monatszeitschrift The Cosmopolitan. Im selben Jahr wurde in England eine unzensierte Fassung publiziert. In Russland erschien der vollständige Text erst 1936 und 1938 in englischer Sprache.
Für die Veröffentlichung erhielt Tolstoi für jeden Bogen, bestehend aus 16 Seiten, 1000 Rubel und die Duchoborzen wurden mit insgesamt 34.200 Rubel (17.000 $) unterstützt. Viele Verlage druckten ihre eigenen Ausgaben, weil sie davon ausgingen, dass Tolstoi wie bei früheren Publikationen alle Urheberrechte aufgegeben hatte.
Die ersten deutschen Übersetzungen von Wadim Tronin und Ilse Frapan sowie Wladimir Czumikow erschienen 1899 und 1900. Viele weitere folgten: u. a. von Hermann Asemissen, Barbara Conrad, Alexander Durloff, Adolf Heß, Vera Hirschfeld, Arnold Hollmann und K. Walter, E. Kaiser, Adam Kotulski, Marie von Pezold, August Scholz

## Rezeption
Tolstois dritter Roman stieß beim Publikum auf große Resonanz. Übersetzungen in viele Sprachen, allein zwölf deutsche, und zahlreiche Adaptionen, u. a. mehr als 30 Verfilmungen, spiegeln den weltweiten Erfolg. Die Zeitgenossen des Autors lobten seine Kritik an den staatlichen Organisationen und der Klassengesellschaft. In diese positive Reaktion mischt sich teilweise ein gewisses Befremden über die Botschaft, die u. a. der amerikanische Psychologe William James empfand: Für ihn scheinen einige Roman-Charaktere „von einem anderen Planeten zu kommen, wo alles anders und besser ist. […] Es liegt etwas Kindliches, Einfältiges in ihnen, und man fühlt sich an die Hartnäckigkeit eines ehrlichen Alchemisten erinnert, der glaubt, in der Lage zu sein, die ‚Ursache aller Ursachen‘ zu entdecken.“ Diese Idealisierung in Verbindung mit einer gewissen Aufdringlichkeit der Botschaft bemängeln auch Rezensenten aus dem 20. und 21. Jh. Z. B. seien die satirischen Darstellungen der Gesellschaft viel weniger objektiv und didaktisch zielgerichteter als in Krieg und Frieden und Anna Karenina. Auch scheine Tolstoi, ähnlich schwankend wie sein Protagonist Nechljudow, sich nicht entscheiden zu können, ob er Romancier oder Prediger sein will. Einerseits gebe er eindrückliche, anschauliche Schilderungen der Gesellschaft, andererseits verfalle er in einen belehrenden Prediger-Habitus, der dem Leser keine Ruhe lasse.
In KLL wird diese Kritik relativiert: Die „moralische und sozialkritische Tendenz“ beeinträchtige nicht den literarischen Wert des Romans. Während sich die Handlung nur langsam entwickele, werde das Interesse des Lesers durch die „plastische Kraft der Darstellung, durch die suggestive psychologische Analyse und besonders durch die Schärfe der unverhüllt zum Ausdruck gebrachten Tendenz wachgehalten“. Die „psychologische und moralische Allwissenheit“ des Erzählers, die bei einem mittelmäßigen Schriftsteller als „unerträgliche Schulmeisterei“ wirken könnte, verleihe dem „Werk aus der Feder Tolstojs besondere Wucht und Größe“.
Im Vergleich zu den beiden großen Werken Tolstois sehen einige Literaturkritiker sprachliche Schwächen: Der Roman wirke stellenweise zusammengeflickt, pathetisch, spröde, frei von Spannungsbögen und sei in einem „postliterarischen“ Stil geschrieben, der aus der Enttäuschung und Resignation an der Welt geboren worden sei. Auch Simmons ist der Meinung, dass die künstlerische Leistung von „Auferstehung“ hinter der der beiden anderen Romane zurückfällt, doch ordnet er den Stil eher den frühen Werken des Autors zu und verweist auf „den gleichen Reichtum an präzisen, realistischen Details, der den imaginären Situationen den Anschein von unbestreitbarer Aktualität vermittelt, sowie Rundheit, Vollständigkeit und die Vitalität des Lebens“. Im Ostergottesdienst in der Dorfkirche, in der Prozeßszene, in Darstellungen der High Society in Moskau und Petersburg, im Marsch der Sträflinge nach Sibirien stecke viel vom Altmeister.
Die Heterogenität der Auferstehung mit Einbeziehung faktischen Materials wird von anderen Kritikern in eine literaturhistorische Entwicklungslinie eingeordnet, die zu Dostojewskis Aufzeichnungen aus einem Totenhaus und den Romanen Solschenizyns führe: „Die Gattung des Romans geht über in die des Dokumentarberichts, der Denkschrift, der agitatorischen Publizistik“.
Trotz dieser Einwände widersprechen die meisten Rezensenten der in seinem Tagebuch 1897 notierten Selbstkritik des Autors, der Roman sei verpfuscht, konstruiert und schwach. Die Schilderung der „Abgründe der zaristischen Strafjustiz, gleichsam als Roadmovie zur Hölle“, die Szenen der aufkeimenden Liebe zwischen dem Fürsten Nechljudow und dem Dienstmädchen Katja und die Verhöhnung der Rituale mit „satirischem Biss“ hätten „mitunter die finster-absurde Kraft Kafkas“. Die radikale Infragestellung der herrschenden Ordnung, mit der letztlich die gesamte materialistische Zivilisation der Moderne gemeint sei, fordere auch den heutigen Leser zu Reflexionen heraus.
- Friedrich Fontane & Co., 1900

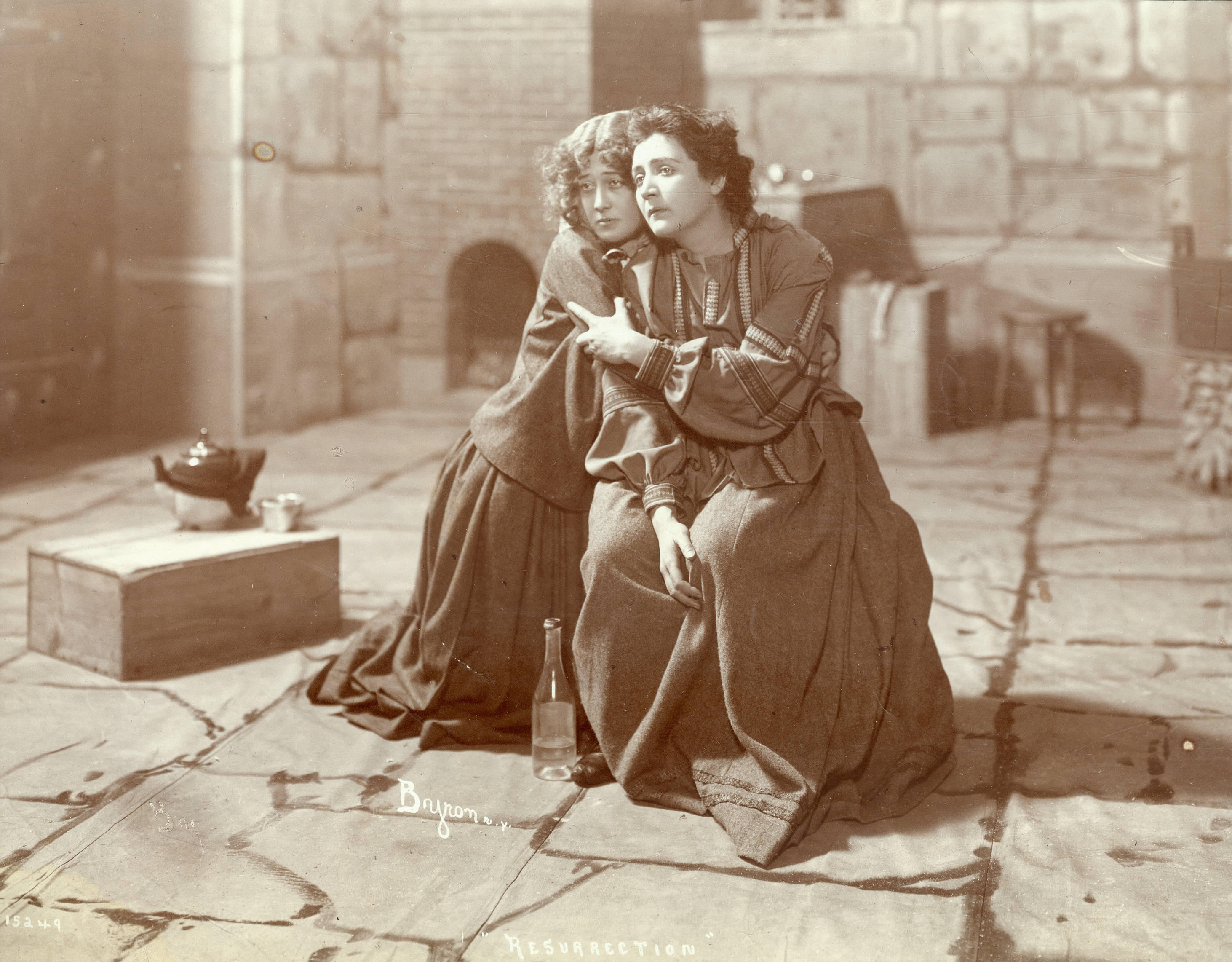
Resurrection (1904) mit Blanche Walsh als Katharina (sitzend)
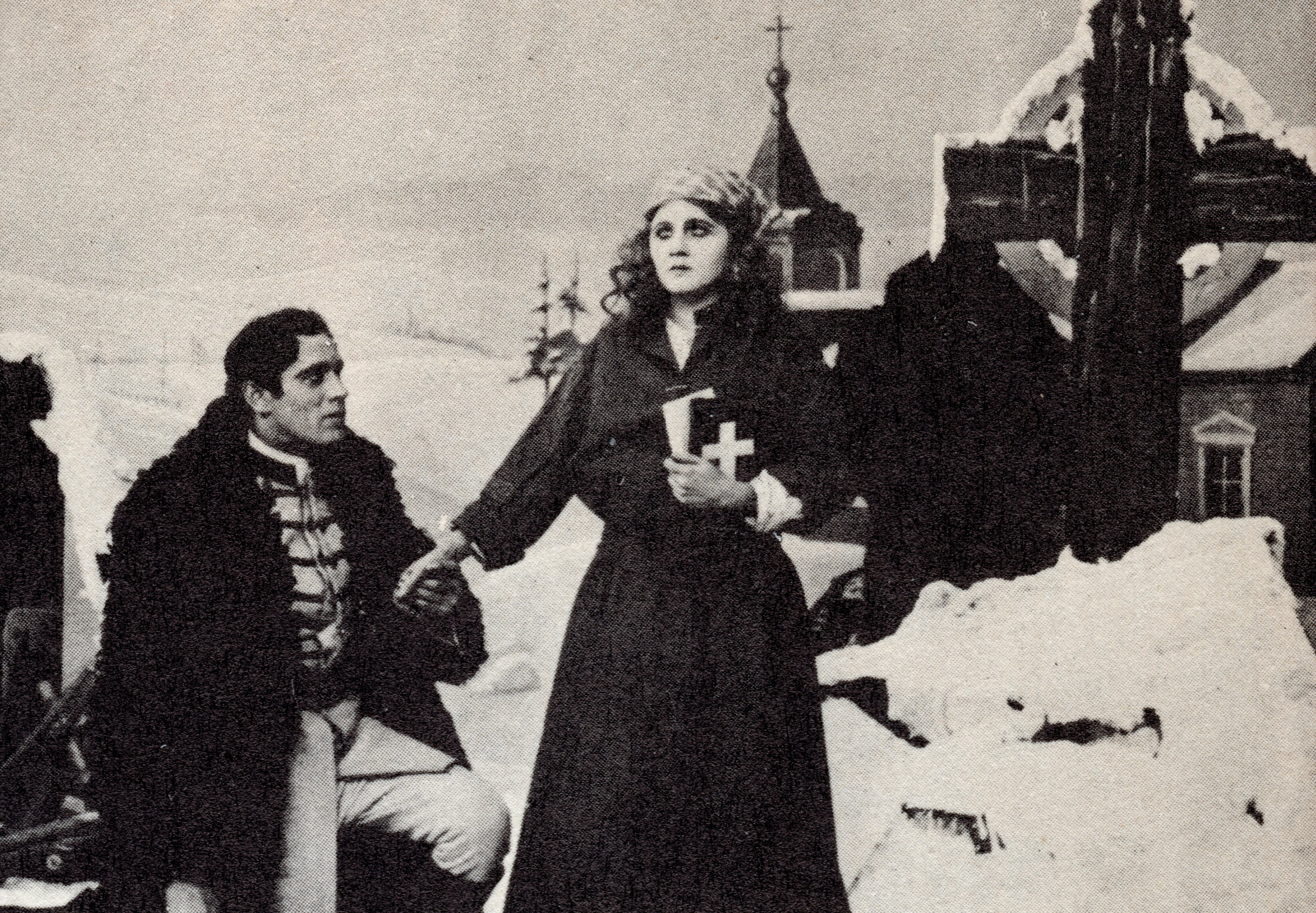
Florence Lawrence (Katjuscha) und Artur Johnson (Dmitri) in Griffiths Film
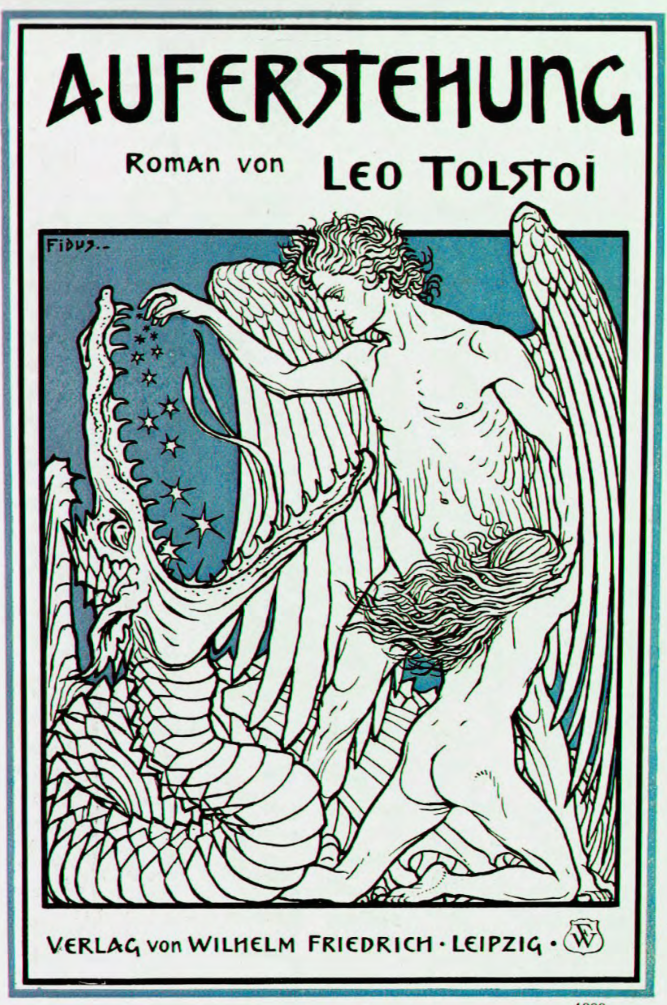
Illustrator: Fidus
- Illustrator: Kauffmann

## Adaptionen

### Theater
- 1902: Résurrection (französisch), dramatisiert von Henry Bataille
- 1904: Resurrection mit Blanche Walsh als Katharina. Uraufführung am 3. April 1904 im Grand Opera House in Seattle, anschließend Tour durch die Vereinigten Staaten

### Musiktheater
- 1903: Siberia: der Roman Auferstehung diente als Vorlage (UA: Mailand 1903)
- 1902: Resurrezione: Drama in vier Akten von Franco Alfano; Libretto von Cesare Hanau (nach Bataille) (UA: Turin 1904)
- 1960: Vzkriesenie: Oper von Ján Cikker (UA: Bratislava 1962)

### Verfilmungen (Auswahl)
- 1909: Resurrection (Stummfilm) – Regie: David Wark Griffith
- 1923: Katjuscha Maslowa (Stummfilm) – Regie: Friedrich Zelnik
- 1927: Auferstehung (Stummfilm) – Regie: Edwin Carewe
- 1934: We Live Again – Regie: Rouben Mamoulian
- 1958: Auferstehung – Regie: Rolf Hansen (Hauptrollen: Horst Buchholz und Myriam Bru)
- 1960/62: Auferstehung (Woskressenije) – Regie: Michail Schweizer
- 2001: Die Auferstehung (Resurrezione) – Regie: Paolo Taviani, Vittorio Taviani

### Hörspiele
- 1960: Katjuscha – Bearbeitung: Fred von Hoerschelmann, Regie: Heinz-Günter Stamm, mit Peter Pasetti (Fürst Dimitri Iwanowitsch Nechljudow), Ingrid Pan (Katerina Maslowa), Sigfrit Steiner (Boris Alexandrowitsch, Verwalter), Ernstwalter Mitulski, Wolfgang Reichmann, Reinhard Glemnitz, Edith Schultze-Westrum, Erna Sellmer, Mario Adorf, Wolfgang Büttner, Horst Tappert, Sigurd Fitzek, Bum Krüger u. v. a.
- 1964: Auferstehung – Bearbeitung: Fred von Hoerschelmann, Regie: Cläre Schimmel, mit Wolfgang Kieling (Fürst Dimitri), Solveig Thomas (Katerina Maslowa), Lina Carstens (Wirtschafterin Matrjena), Hanns Ernst Jäger, Hans Mahnke, Wolfgang Büttner, Hannes Tannert, Claus Biederstaedt, Ludwig Anschütz, Rolf Boysen, Alfred Schieske, Heinz Baumann, Dieter Eppler u. v. a.

### Illustrationen
- Leonid Pasternak (1899)
- Fidus (Tolstoi: Auferstehung. Wilhelm-Friedrich-Verlags, Leipzig, 1900)
- Paul Adolphe Kauffmann (Tolstoi: Resurrection. Französische Ausgabe)
- Gerhard Goßmann (Tolstoi: Auferstehung. Verlag Neues Leben Berlin, 1981)
- Theodor Eberle (Tolstoi: Auferstehung. Insel Verlag, 1984)